# NGC 3573
NGC 3573 (również PGC 34005) – galaktyka spiralna (S0-a), znajdująca się w gwiazdozbiorze Centaura. Odkrył ją John Herschel 20 kwietnia 1835 roku. Jest to galaktyka z aktywnym jądrem typu LINER.